# En passant
En passant (fra. "u prolazu") je potez u šahu kojim uzimamo (jedemo) protivničkog pješaka koji je napredovao dva polja sa svog početnog mjesta i tako zauzeo mjesto odmah do našeg pješaka. Naš pješak ide dijagonalno iza protivničkog pješaka kojeg uzimamo. En passant moramo izvesti odmah u sljedećem potezu inače više nemamo mogućnost uzeti tu figuru en passant. U notaciji se en passant bilježi isto kao i svako drugo uzimanje pješakom.